# Vasily Fedin
Vasily Georgiyevich Fedin (em russo:  Василий Георгиевич Федин; 18 de junho de 1926 — 6 de fevereiro de 2005) foi um ciclista soviético. Competiu na prova de perseguição por equipes nos Jogos Olímpicos de Helsinque 1952 com a equipe soviética.